# 2010年沖繩縣知事選舉
2010年沖繩縣知事選舉於2010年11月28日在沖繩縣舉行。時任沖繩縣知事仲井真弘多於是年任期將滿，決定謀求連任，獲得公明黨、眾人之黨、自由民主黨的支持。日本共產黨、社會民主黨、國民新黨、新黨日本、冲绳社会大众党和政黨創造則共同推舉伊波洋一為候選人。此外，雖然還有幸福實現黨候選人金城龍郎參選，但該黨影響力甚小，此次知事選舉事實上是仲井真弘多與伊波洋一二人直接的對決。最終，仲井真弘多成功連任。

## 選舉焦點
這次選舉的重要焦點是駐日美軍普天間飛行場搬遷問題，以及如何振興沖繩經濟。仲井真弘多和伊波洋一皆主張將其遷移到縣外，金城龍郎則主張遷移到縣內其他位置。不過，仲井真弘多沒有明確反對遷移到縣內其他位置；伊波洋一則明確反對，並要求將機場遷移到關島。另外當時執政的民主黨在選舉中沒有派出候選人，或支持特定選舉人，而是讓黨員自願投票，民主黨甚至採取了嚴厲措施，要求不屬於沖繩縣國會議員不要支持特定候選人，儘管他們中的大多數人似乎都支持伊波。

## 選舉結果
- 投票日：2006年11月19日
- 有投票權人數：1,068,195
- 投票率：60.88% (▼3.66%)

| 当選       | 候補者名   | 所属党派   | 得票数  | 得票率  | 支持政黨                                                             |
| ---------- | ---------- | ---------- | ------- | ------- | -------------------------------------------------------------------- |
| 当選       | 仲井真弘多 | 無所属     | 335,708 | 51.97%  | 公明黨、眾人之黨、自由民主黨                                         |
|            | 伊波洋一   | 無所属     | 297,082 | 45.99%  | 日本共產黨、社會民主黨、國民新黨、新黨日本、冲绳社会大众党、政黨創造 |
|            | 金城龍郎   | 幸福實現黨 | 13,116  | 2.03%   |                                                                      |
| 有效票合計 | 有效票合計 | 有效票合計 | 645,906 | 645,906 |                                                                      |
| 投票率     | 投票率     | 投票率     | 60.88%  | 60.88%  |                                                                      |